# Matías Quintos
Matías Quintos Silva (Lima, Perú, 29 de noviembre de 1938 - 15 de noviembre del 2014) fue un futbolista peruano que se desempeñaba como centrocampista de contención, con características de desboble en busca del área rival.

## Trayectoria
Hizo las juveniles en el Sporting Tabaco, en 1955 fue prestado (junto a Gerardo Benítez, Luis Pasache y Eleuterio Zamudio) al Club Atlético Banfield del barrio Obrero de Caquetá; regresó al Sporting Cristal en 1957 y debutó en el primer equipo en 1960. 
En 1961 consigue su primer título, estuvo en el cuadro bajopontino hasta 1962, luego jugaría por Sport Boys, Deportivo Municipal, Defensor Arica, en Copa Perú con Carlos A. Mannucci, en Deportivo SIMA, en Atlético Sicaya y en Defensor Lima.

## Clubes
| Club                | País     | Año         |
| ------------------- | -------- | ----------- |
| Sporting Cristal    | Perú     | 1960 - 1962 |
| Sport Boys          | Perú     | 1963        |
| Deportivo Municipal | Perú     | 1964 - 1965 |
| Deportes Tolima     | Colombia | 1966        |
| Defensor Arica      | Perú     | 1966 - 1967 |
| Carlos A. Mannucci  | Perú     | 1968 - 1969 |
| Deportivo Sima      | Perú     | 1970        |
| Atlético Sicaya     | Perú     | 1971        |
| Defensor Lima       | Perú     | 1972        |

## Palmarés
| Título                    | Club               | País | Año  |
| ------------------------- | ------------------ | ---- | ---- |
| Primera División del Perú | Sporting Cristal   | Perú | 1961 |
| Copa Perú                 | Carlos A. Mannucci | Perú | 1968 |
| Copa Perú                 | Carlos A. Mannucci | Perú | 1969 |